# Кременецький колегіум
Кремене́цький коле́гіум єзуїтів — колишній навчальний заклад при монастирі ордену єзуїтів у місті Кремінці (Тернопільська область).

## Історія
Єзуїти появились у місті в 1701 році.

### Колегіум
Колегіум єзуїтів у Крем'янці заснував близько 1720 року князь Міхал Сервацій Вишневецький (за іншими даними, також його брат — князь Януш Антоній Вишневецький). Заклад діяв при монастирі ордену єзуїтів у місті. Будівництво було розпочато коштом родини Вишневецьких 1731 року, тривало до 1743-го.
У колегіумі велась підготовка вчителів для єзуїтських шкіл. При колегіумі (або єзуїтських школах) діяли два конвікти.
Проповідником та професором моральної теології в колегіумі з осені 1764 року був Григоріс Пірамович.
У 1773 році буллою Папи Климента XIV орден єзуїтів було скасовано,   
Книгозбірня колегіуму нині зберігається у відділі бібліотечних зібрань та історичних колекцій Національної бібліотеки України імені В. І. Вернадського (далі НБУВ) як окрема структурна одиниця — книжкова колекція під назвою «Бібліотека Кременецького єзуїтського колегіуму» — як історико-культурна пам'ятка.

### Школи
У 1775 році едукаційна комісія перейняла на себе право управляти фундушами згідно волі фундаторів. Її рішенням у приміщеннях колишнього колегіуму почали діяти академічні виділові школи. Вчителями у них працювали, зокрема, випускники Краківського університету, також колишні єзуїти — викладачі колегіуму. У 1783 році у школі працювали ректор, 7 учителів, навчались 119 учнів.
Пізніше у приміщеннях колегіуму функціювали підокружна, з 1783 року окружна світські школи.

## Приміщення
Архітектурний комплекс поєднав костел, келії та два навчальні корпуси. Єзуїти присвятили костел засновнику ордена Ігнатію Лойолі та святому Станіславу Костці.
Будівля колегіуму формувала східну сторону ринкової площі в місті.

## Галерея

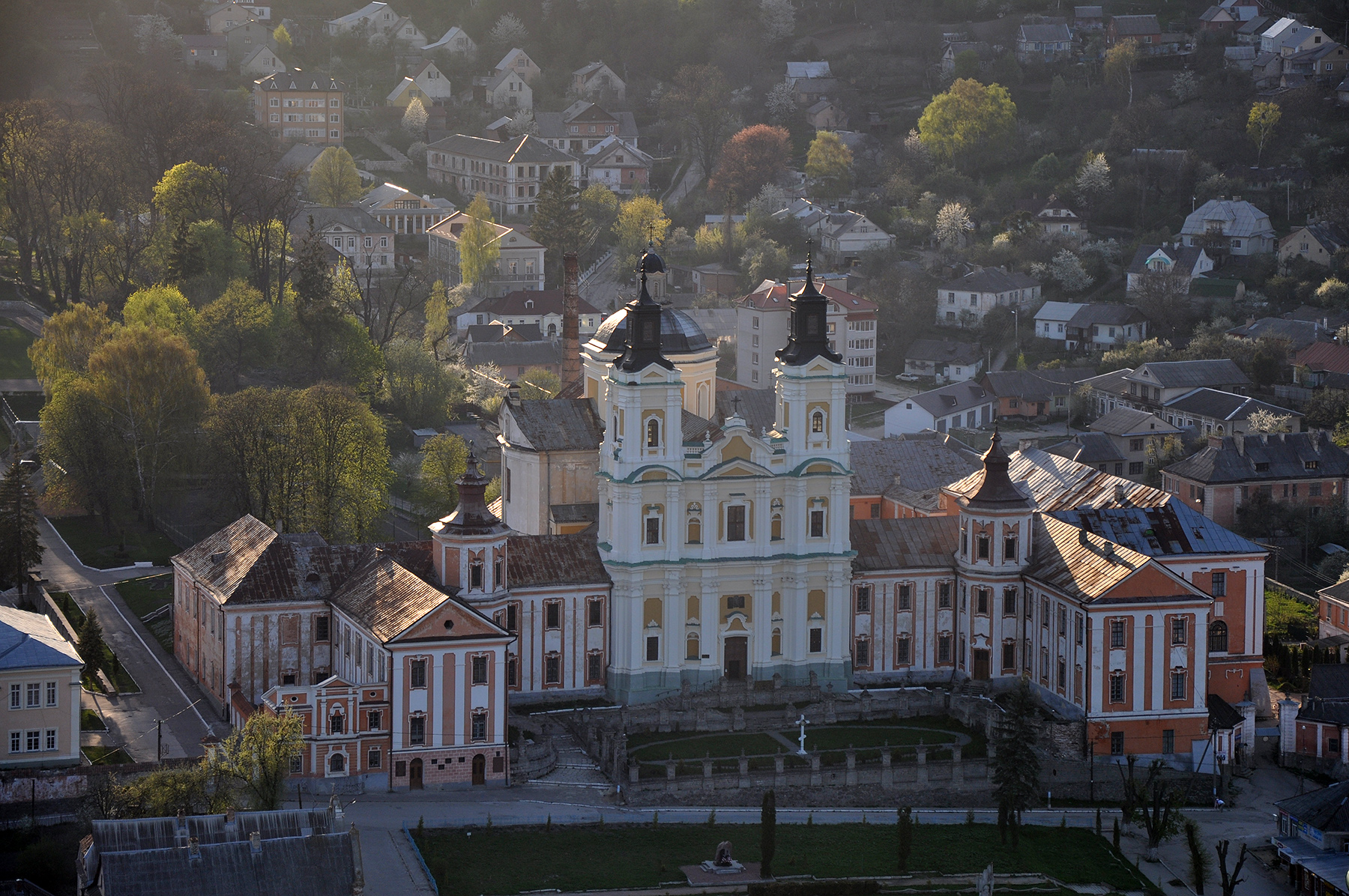
Вигляд на Костел оо. Єзуїтів з гори Бони
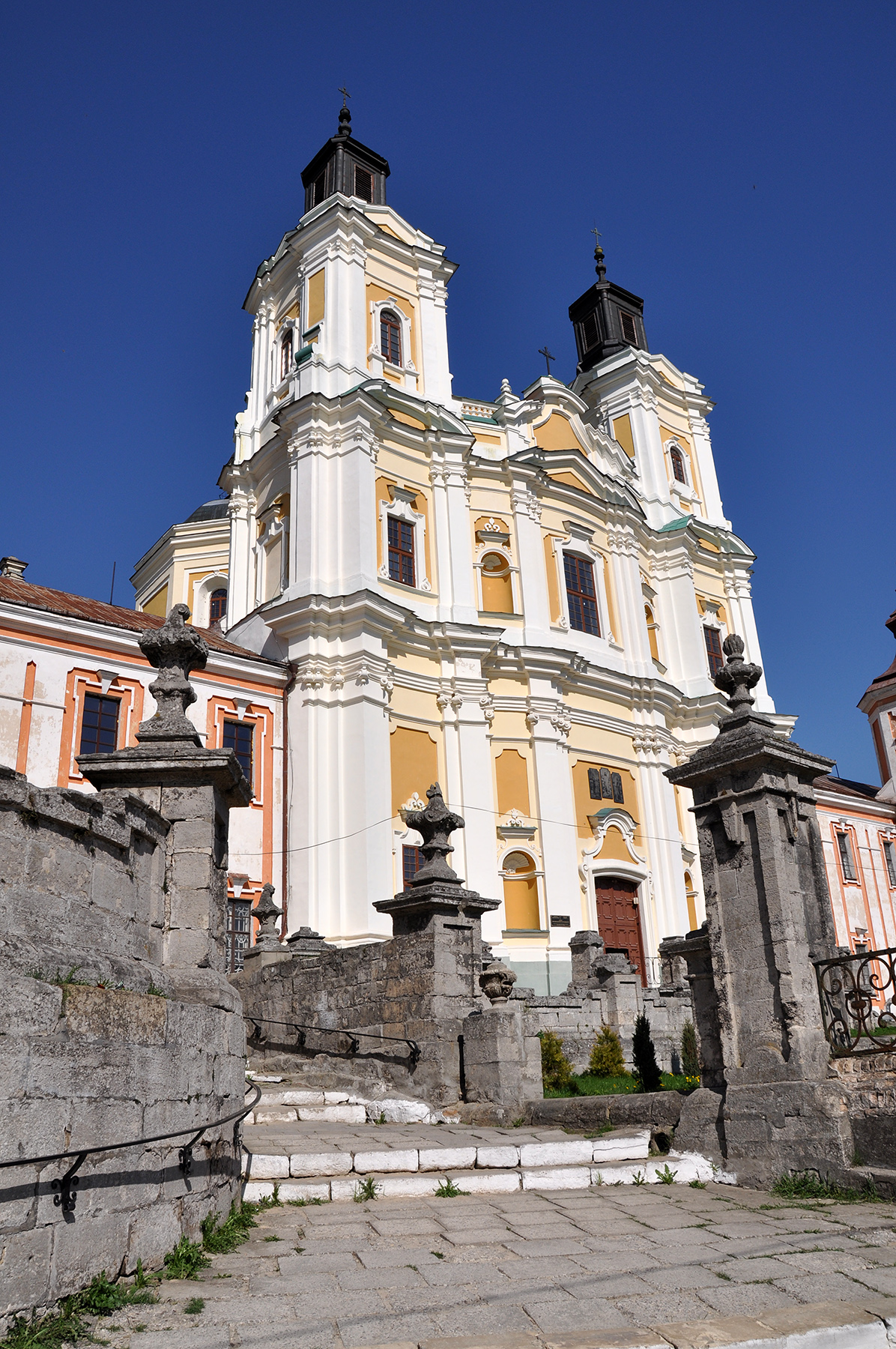
Костел оо. Єзуїтів
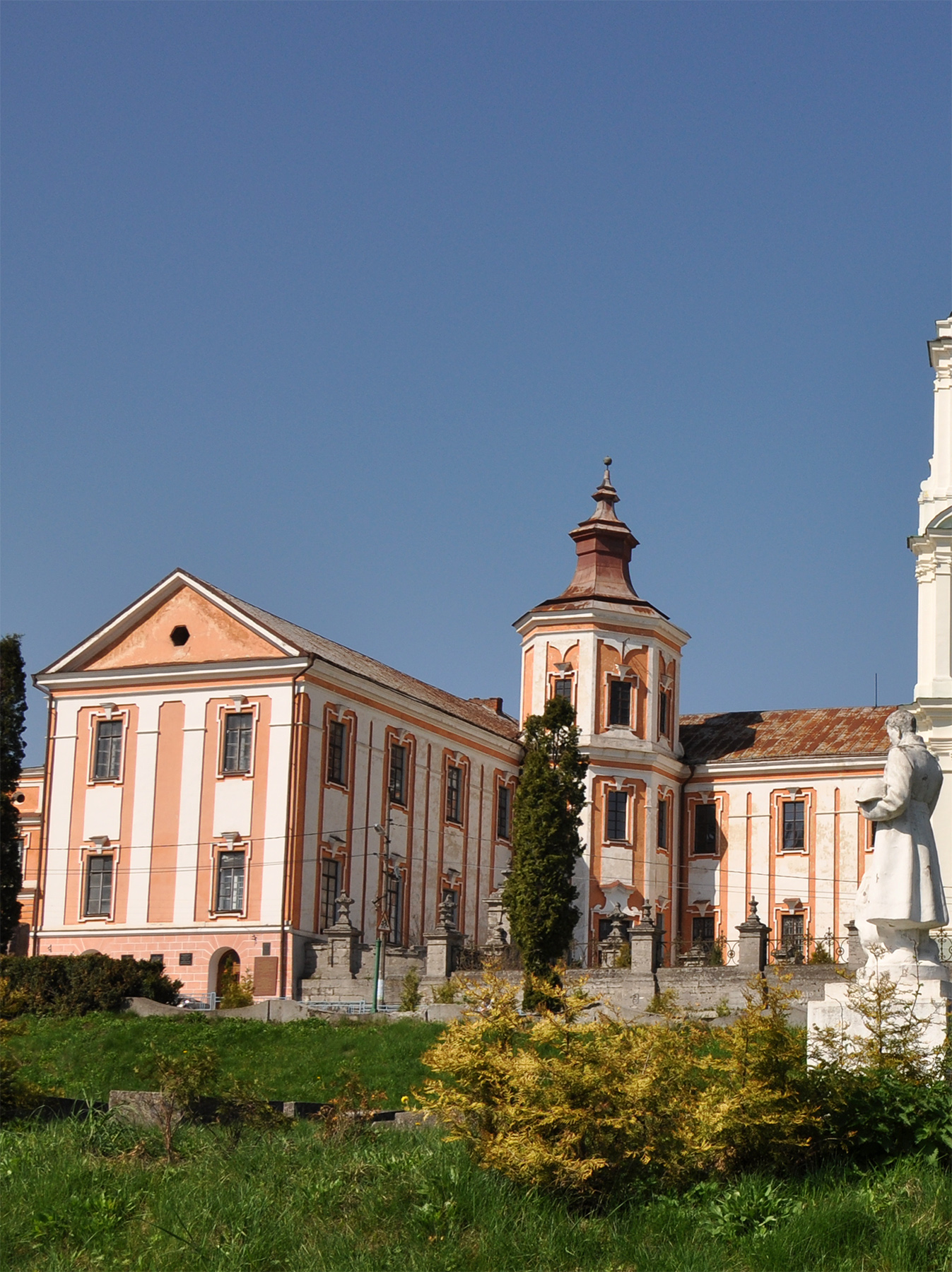
Південний навчальний корпус
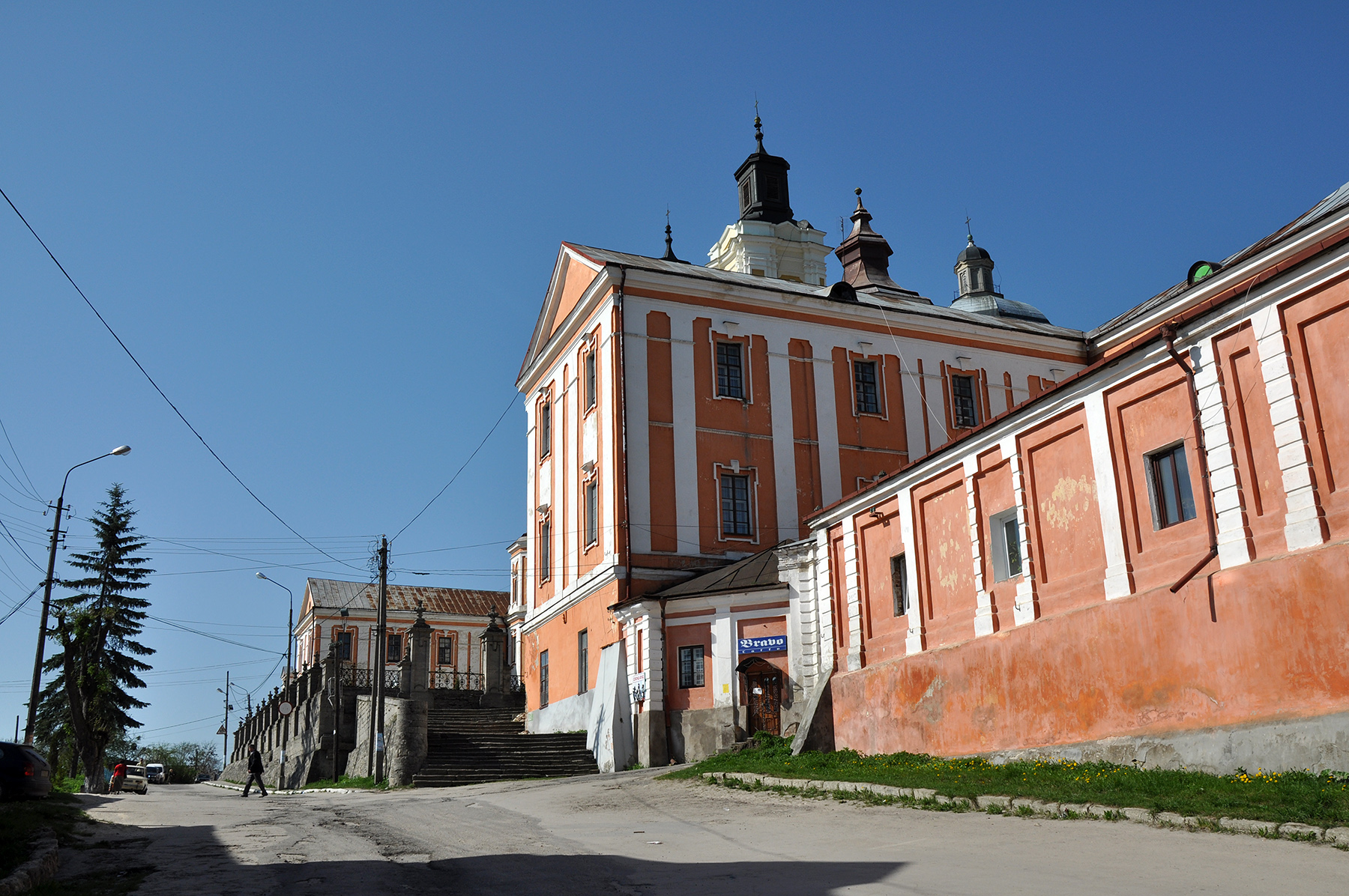
Північний навчальний корпус